# Івано-Миколаївка
Іва́но-Микола́ївка (у минулому — селище Івано-Миколаївка) — село в Україні, у Степанівській сільській громаді Роздільнянського району Одеської області. Населення становить 4 особи.

## Історія
Станом на 1 вересня 1946 року селище Івано-Миколаївка входило до складу Степанівської сільської Ради.
16 травня 1964 року село Кам'янської сільради перейшло до складу Кучурганської сільської Ради.
Станом на 1 січня 1984 року Івано-Миколаївка перебувала в складі Степанівської сільської Ради.

## Населення
Згідно з переписом УРСР 1989 року чисельність наявного населення села становила 41 особа, з яких 25 чоловіків та 16 жінок.
За переписом населення України 2001 року в селі мешкало 6 осіб.

### Мова
Розподіл населення за рідною мовою за даними перепису 2001 року:
| Мова       | Відсоток |
| ---------- | -------- |
| російська  | 66,67 %  |
| українська | 33,33 %  |